# الزهرة راقصة الباليه
زهرة الأوركيد راقصة الباليه (بالإنجليزية: ballerina orchid)‏ هي نبتة لا تنبت الا في بقعة صغيرة من جنوب غرب استراليا.
وهي شديدة النُدرة وهي أيضا نبات من أجمل الزهور وأقدمها من حيث الوجود تعيش من 7 أيام إلى 14 يوماً. ويعد أول تاريخ مكتوب لزهرة السحلب على أيدي الصينيين ويعود ذلك لسنة 700 قبل الميلاد.
فكانت تتمتع بمكانة خاصة لديهم، حيث أطلق عليها الفيلسوف الصيني كونفوشيوس لقب زهرة عطر الملوك، واعتقدوا أن رؤية السحلب في الحلم تعبر عن الحاجة للحفاظ على الرومانسية والحب، كما استخدموا زهور السحلب التي تستخرج منها الفانيليا لصنع البوظة.